# 五里墩街道 (武汉市)
五里墩街道是中华人民共和国湖北省武汉市汉阳区下辖的一个街道办事处。

## 行政区划
五里墩街道下辖以下村级行政区划单位：
五新里社区、五琴里社区、五合里社区、五麒里社区、五湖里社区、五麟里社区、五红里社区、五福里社区、五园里社区、五墨里社区、五龙里社区、五祥里社区、五春里社区、五丰里社区、五荣里社区和五檀里社区。